# Lordi
Lordi é uma banda de hard rock e heavy metal proveniente de Helsinki, Finlândia. Existe desde 1992, mas só ficou conhecida em 2002, depois de vencerem o Festival Eurovisão da Canção 2006 com o tema "Hard Rock Hallelujah".
A banda Lordi ganhou o Festival Eurovisão da Canção 2006  com uma pontuação recorde de 292 pontos, dando à Finlândia a sua primeira vitória no concurso. Os Lordi apareceram no MTV Movie Awards de 2006 em Copenhaga, quando Mr.Lordi apresentou o prémio de rock, eles também tocaram seu primeiro single, Hard Rock Hallelujah, fechando o ato. Lordi se apresentou no palco principal do Ozzfest 2007.

## História
Lordi foi formada em 1992 como um projeto solo de Mr.Lordi. A primeira demo da banda foi Napalm Market em 1993. O álbum inclui uma música chamada "Inferno", que também tem um clipe, tudo feito apenas por Mr.Lordi . Neste vídeo Lordi tocou sem máscaras mas ele fez maquiagens de monstros para os integrantes secundários.
Após a conclusão do vídeo, Mr.Lordi teve a ideia da banda de monstros. "Inferno" foi depois incluído no álbum de  compilação Finlandês "Rockmurskaa" em 1995. No ano seguinte, Mr.Lordi organizou um cruzeiro para os fãs de Kiss da Finlândia para a Suécia. Durante o Cruzeiro ele conheceu os músicos Amen e G-Stealer, e os contou sobre seu projeto musical chamado Lordi, após o cruzeiro eles entraram pra banda. Um ano depois Enary entrou pra banda como tecladista e eles gravaram seu primeiro álbum "Bend Over And Pray The Lord". Quando o álbum foi gravado a banda ainda não tinha um baterista,então foi usado MIDI no lugar de um baterista de verdade.
Get Heavy e o sucesso na Europa (2002-2004)
Após muitas tentativas(sem sucesso) de um contrato com uma gravadora, Lordi assinou "com Bertelsmann Music Group (BMG)" na Finlândia em 2002.  Em Julho, a banda lançou seu primeiro single oficial, "Would You Love A Monsterman?", que ficou em primeiro lugar na Finlândia e gerou um videoclipe. Durante o verão a banda ficou sobre os auspícios do produtor TT Oksala's Finnvox Studios pra gravar seu primeiro álbum, embora a gravação de estreia tenha tido vários problemas.
No outono de 2002, o baixista Magnum foi demitido e substituído por Kalma. O álbum já estava finalizando quando Kalma chegou. Ele apareceu na capa e seu nome na composição do álbum.
O álbum de estreia Get Heavy foi lançado em Novembro, com uma capa vagamente baseada No álbum Love Gun da banda Kiss. O primeiro esboço original foi baseado no álbum Destryoer, também da banda Kiss. O álbum ganhou o prêmio Emma award por melhor álbum Finlandês. Get heavy vendeu mais de 67,000 cópias, foi certificado como álbum de platina na Finlândia em 2003 e multiplatina em 2006.
Lordi fez seu primeiro show em Dezembro de 2002, no Notsuri Club em Helsinki. Em 2003, Lordi apareceu em vários eventos musicais dentro e fora do país, principalmente na Alemanha, onde tocaram no Wacken Road Show. Durante a turne alemã, Lordi tocou como apoio para a banda Nightwish. O tour aumentou a popularidade das duas bandas na Alemanha e os ajudou a assinar um acordo com a gravadora alemã Drakkar. Nightiwsh já tinha alcançado  sucesso de concertos  e Lordi também aumentou seu perfil na Alemanha.
The Monsterican Dream (2004-2006)
No começo de 2004, Lordi começou a gravar seu segundo álbum. Desta vez produzido por Hiili Hiilesmaa, com quem a banda se deu bem. O segundo álbum foi lançado no dia 14 de Abril de 2004 como The Monstericam Dream. Duas músicas do álbum, "Blood Red Sandman" e " My Heaven Is your Hell" foram lançados como singles. Correspondendo ao lançamento do álbum, os figurinos e a imagem da banda também foram reformados. A edição especial do álbum também continha um DVD do curta-metragem da própria banda, "The Kin".O filme, apesar do sucesso do álbum ao qual foi anexado, foi mal recebido. O álbum obteve ouro dois anos após o lançamento.
Em fevereiro de 2005, o primeiro álbum compilado da banda "The Monster Show" foi lançado pela Sanctuary Records. Sanctuary originalmente pretendia comercializar uma coleção de discos nos Estados Unidos, mas esses planos foram interrompidos devido a problemas financeiros.
Sanctuary, no entanto, publicou um álbum compilado no Reino Unido. Na Finlândia, uma coleção foi publicada pela Sony BMG.
A ideia da coleção de discos The Monster Show tem suas raízes na primavera de 2004, em torno do lançamento do álbum The Monsterican Dream. Lordi, enquanto entrevistava a banda Kiss para a revista Inferno, deu ao baixista/vocalista da banda, Gene Simmons, uma cópia do álbum de estreia de Lordi, Get Heavy (2002). Mais tarde, o assistente de Simmons anunciou que Simmons estaria disposto a publicar os álbuns de Lordi nos Estados Unidos, mas se a banda quisesse dividir a receita de vendas, seria melhor publicar com a Sanctuary Records. Sanctuary não queria publicar nenhum dos álbuns de estúdio individualmente e preferiu um compilado das melhores músicas. Assim, as músicas foram escolhidas de Get Heavy e The Monsterican Dream, e coletadas na coletânea The Monster Show. A coleção foi publicada na primavera de 2005 durante o European Monstour.
Enquanto isso, a atmosfera da banda aumentou de intensidade e gerou uma disputa entre os membros. Mais tarde naquele ano, o baixista Kalma queria se demitir por causa de problemas familiares e financeiros.Mr Lordi, tentando persuadir Kalma a ficar, sugeriu que ele apenas tocasse nas maiores turnês e outras apresentações contratualmente obrigatórias. Kalma, no entanto, não cedeu, porque ele queria se envolver com a banda totalmente ou não se envolver. Kalma, no entanto, tocou as unidades de baixo para o futuro álbum "The Arockalypse". Kalma deixou a banda pouco antes de Lordi entrar na qualificação do Eurovision Song Contest.
Dois novos membros se juntaram à banda, o baixista OX e o tecladista Awa. Essa mudança nos membros gerou mais alterações nos trajes da banda.
The Arockalypse e Eurosivison (2006-2008)
O terceiro álbum do Lordi, "The Arockalypse, foi lançado em 1 de maio de 2006. Em 20 de maio de 2006, Lordi fez história ao vencer o Eurovision Song Contest realizado em Atenas com a música "Hard Rock Hallelujah", tornando-se o primeiro grupo finlandês a vencer o concurso e, consequentemente, o primeiro ato de rock/metal ganhar; A Finlândia enviaria então a banda de power metal Teräsbetoni em 2008.A música marcou 292 pontos, que era então um recorde de pontos de todos os tempos. Pasi Rantanen da banda Thunderstone fez backing vocals, usando uma máscara de Gene Simmons Kiss.
Lordi abriu no outono de 2006 a turnê Bringing Back the Balls to Europe; o DVD do show foi lançado em fevereiro de 2007 como Bringing Back the Balls to Stockholm 2006. A turnê terminou com uma surpresa: durante o último show em Londres, 31 de outubro, o ex-baixista da banda, Kalma, foi visto como convidado no palco.
Em novembro de 2006, Lordi encabeçou o MTV Europe Music Awards, e Lordi apresentou o prêmio "Best Rock". Na mesma época, Bill Aucoin, mais conhecido como o empresário original do Kiss, tornou-se o empresário de Lordi. Na primavera de 2007, Lordi criou a turnê Bringing Back the Balls, que percorreu o Japão e os países bálticos. Em maio, a banda esteve envolvida no Eurovision Song Contest 2007, realizado em Helsinque, e abriu a competição com a música vencedora "Hard Rock Hallelujah".No início do verão de 2007 em Oulu, os membros de Lordi participaram das filmagens do filme de terror Dark Floors, que estreou em 8 de fevereiro de 2008. Em julho de 2007, Lordi excursionou pela América do Norte com o festival Ozzfest, mas acabou cancelando shows fora da data durante aquele passeio.Depois que a turnê Ozzfest terminou no final de agosto, Lordi fez uma pequena pausa. Em setembro, foi anunciado que a banda faria uma nova turnê pelos Estados Unidos com a banda Type O Negative, começando em 12 de outubro de 2007 e terminando em 31 de outubro de 2007. Ao final da turnê a banda retornou à Finlândia para gravar a música tema, "Beast Loose in Paradise", para o filme de 2008, Dark Floors.
Deadache (2008-2010)
Lordi começou a gravar seu quarto álbum na primavera de 2008 e o álbum foi lançado em 29 de outubro de 2008.O álbum, Deadache, foi produzido por Nino Laurenne. O lançamento estimulou mais uma mudança no figurino da banda. O álbum foi semelhante em estilo aos seus antecessores, hard rock melódico e heavy metal, embora com mais tema de terror. Antes da conclusão do disco, foi revelado que apresentava mais solos de piano do que seus antecessores, e que o recital "Missing Miss Charlene" apresentava uma criança cantando. O primeiro single do álbum foi chamado de "Bite It Like a Bulldog", e foi publicado em 3 de setembro de 2008.Lordi anunciou antes do lançamento do álbum que Deadache seria comercializado internacionalmente, como seu antecessor imediato.
"Não é preciso dizer que o concurso de músicas do último álbum distorceu a situação, e isso não pode ser vendido em qualquer caso, o mesmo número na Europa ou, especialmente na Finlândia. , mesmo que vendesse platina dupla, não venderia 100.000 cópias", disse Lordi em agosto de 2008."
Logo após a publicação de Deadache, Lordi fez uma turnê pelos Estados Unidos em novembro em conjunto com Lizzy Borden. Lordi cantou "Bite It Like a Bulldog" no programa da NBC Late Night with Conan O'Brien em 6 de novembro de 2008.
Babez For Breakfast, o vigésimo aniversário da banda e a morte de Otus (2010-2012)
Mr Lordi passou uma semana em Los Angeles com Jeremy Rubolino e o ex-guitarrista do Kiss, Bruce Kulick, escrevendo duas novas faixas, "Cut Off My Head" e "Call Off The Wedding". Em março de 2010, Mark Slaughter e Bruce Kulick tocaram uma parte de sua nova música. Babez for Breakfast foi gravado em Nashville e produzido pelo lendário Michael Wagener. O primeiro single, chamado "This is Heavy Metal", do álbum foi lançado em agosto de 2010, com o álbum seguinte em setembro. Em 4 de outubro de 2010, foi anunciado que o baterista Kita havia deixado a banda e, em 16 de outubro, OX postou em sua conta no Twitter que havia encontrado um novo baterista. Em 26 de outubro de 2010, foi anunciado no site do Lordi que Otus havia se tornado seu novo baterista. Otus se juntou à banda pouco antes do início da turnê Europe for Breakfast de Lordi. Em 2011, Lordi participou da série de TV finlandesa "Kuorosota" e por esse motivo a banda não pôde fazer uma longa turnê. No entanto, eles tocaram em alguns festivais de metal.
Em 15 de fevereiro de 2012, foi anunciado que Otus havia morrido. Devido à morte de Otus, Lordi cancelou todos os shows agendados para o início de 2012, mas eles tiveram alguns shows em festivais de verão que não puderam cancelar. Lordi recebeu ajuda de Jimmy Hammer, o baterista da banda finlandesa Ironcross, que tocou bateria nos shows de Lordi em 2012. Jimmy Hammer usava um disfarce de monstro para se encaixar na banda e era chamado apenas de "o baterista". Sua identidade foi informada depois.
Em setembro de 2012, Scarchives Vol. 1, uma compilação CD+DVD, foi lançado para comemorar o 20º aniversário de Lordi. O CD contém músicas antigas inéditas de Lordi, incluindo todas as músicas do álbum inédito de 1997, Bend Over And Pray The Lord. O DVD contém o primeiro show de Lordi em Helsinque 2002. O vídeo foi editado por Otus.
A tecladista Awa deixou a banda no outono de 2012. Ela foi vista pela última vez durante o show do 20º aniversário de Lordi, no Simerock em Rovaniemi, Finlândia, em 11 de agosto.
To Beast or Not to Beast (2012–2014)
Lordi começou a gravar seu sexto álbum de estúdio em 1 de setembro de 2012 com dois novos membros, Mana como o novo baterista e Hella como a nova tecladista. Este álbum foi gravado no WireWorld Studio em Nashville, e produzido e mixado por Michael Wagener, como o anterior. O primeiro single do novo álbum, "The Riff", foi lançado digitalmente em 8 de fevereiro de 2013. O álbum de estúdio To Beast or Not to Beast foi gravado em março de 2013.
Após o lançamento do single, a banda participou da competição Wok WM na Alemanha. O álbum foi lançado em 1 de março de 2013. Uma turnê europeia em apoio ao novo álbum, "Tour Beast Or Not Tour Beast", começou em abril de 2013. A turnê também incluiu um show no Japão.
Lordi iniciou as gravações de seu sétimo álbum de estúdio em 2 de junho nos estúdios finlandeses Finnvox com o produtor Mikko Karmila. Em julho a banda mudou-se para um lugar secreto na Lapônia para continuar as gravações.
Em 28 de junho, em Savonlinna, Finlândia, foi aberta a primeira exposição oficial de Lordi, The Other Side of Lordi. Lá, os antigos figurinos e adereços de palco de Lordi foram mostrados, incluindo as capas do álbum de Lordi (pintadas por Lordi). Mr Lordi e Amen visitaram a exposição durante a noite de abertura.
Scare Force One (2014–2016)
Em 31 de julho de 2014, o grupo anunciou que o título de seu sétimo álbum de estúdio seria "Scare Force One". O álbum foi gravado em junho e foi lançado em 31 de outubro na Europa, 3 de novembro na América do Norte e 26 de novembro no Japão com uma faixa bônus. O primeiro single do álbum, "Nailed by the Hammer of Frankenstein", foi lançado digitalmente em 19 de setembro.
Em 1 de novembro Lordi se apresentou no The Circus em Helsinque para promover o lançamento do álbum. A turnê europeia de três meses "Tour Force One" começou em 1 de fevereiro de 2015 e terminou no início de abril.
No início de 2015, foi anunciado via Facebook que Hella estava grávida. O guitarrista da banda, Amen, confirmou mais tarde que Hella seria substituída para os festivais de verão. No verão de 2015, a substituta temporária de Hella, Nalle (finlandês para Teddy Bear), foi vista pela primeira vez em Rovaniemi. Em novembro Lordi fez 2 shows na Rússia (São Petersburgo e Moscou), ainda com Hella.
Em 27 de fevereiro de 2016, Lordi cantou "Hard Rock Hallelujah" na final do Eurovision finlandês, como convidados especiais.
Em 14 de maio de 2016, Lordi apareceu no intervalo do Eurovision Song Contest 2016, em um número musical satirizando as músicas do Eurovision.
Monstereophonic (Theaterror Vs. Demonarchy) (2016–2018)
No final de 2015, a banda anunciou que um novo álbum estava em andamento. As gravações começaram em dezembro, mas foram interrompidas após a morte do pai de Mr Lordi.
Em abril de 2016, as gravações recomeçaram, com o produtor Nino Laurenne, que já havia produzido Deadache em 2008. Em entrevista para a "Spark TV", Lordi afirmou que o novo álbum será lançado em setembro. O álbum, sem título na época, foi descrito por Mr Lordi como um "álbum dividido". As primeiras seis músicas do álbum soarão como músicas normais de Lordi, enquanto as últimas seis músicas serão mais progressivas e seguirão um conceito. Uma turnê promocional do álbum chamada "European Monstour-2016" começou em outubro de 2016.
O single do álbum, "Hug You Hardcore", foi lançado em agosto de 2016. Um videoclipe para a música foi lançado posteriormente. Lordi anunciou o título do oitavo álbum, Monsterephonic (Theaterror vs. Demonarchy) em 13 de julho, que foi lançado em 16 de setembro.
Mais tarde, a banda anunciou que estaria em turnê pela América do Norte e Canadá pela primeira vez em 2017. A turnê começou em 2 de fevereiro e terminou em 4 de março.
Sexorcism e saída de OX (2018–2020)
Em 9 de março de 2018, a banda anunciou o nome do nono álbum Sexorcism junto com a capa do álbum. Foi lançado em 25 de maio de 2018. A banda prometeu que seria possivelmente seu álbum "mais controverso" até o momento. O single do álbum "Your Tongue's Got the Cat" foi lançado em 13 de abril de 2018. O segundo single do álbum intitulado "Naked in My Cellar" foi lançado em 4 de maio de 2018, juntamente com um videoclipe.
Após quatro shows em festivais no verão, uma turnê de divulgação do álbum chamada "Sextourcism" começou na Europa em 9 de outubro em Amstelveen, Holanda e terminou em 28 de dezembro em Helsinque, Finlândia.
Lordi anunciou seu terceiro DVD ao vivo Recordead Live – Sextourcism in Z7 em 17 de maio de 2019, que foi gravado em 23 de novembro de 2018 em Pratteln, Suíça, durante sua turnê. Foi lançado em 26 de julho de 2019.
OX anunciou em 14 de março de 2019 que deixaria a banda depois de se apresentar com eles nos festivais de verão daquele ano. Seu último show com a banda aconteceu no Reload Festival em Sulingen, Alemanha, em 23 de agosto de 2019.
A banda mais tarde apresentou seu novo baixista, Hiisi. O primeiro show de Hiisi com a banda ocorreu no Ice Hall em Helsinque em 13 de dezembro de 2019, quando a banda foi a banda de abertura de Beast in Black.
Killection e Lordiversity (2020-presente)
Em 27 de setembro de 2019, Lordi anunciou o título de seu décimo álbum Killection. Foi lançado em 31 de janeiro de 2020, seguido por uma turnê europeia intitulada "Killector" em apoio ao álbum no mesmo ano. A banda disse que este álbum é considerado uma 'compilação fictícia' e conteria músicas que você normalmente ouviria no início dos anos 1970 até meados dos anos 1990. Seu single do álbum "Shake the Baby Silent", foi lançado em 8 de novembro de 2019. Seu segundo single do álbum, "I Dug a Hole in the Yard for You", foi lançado em 29 de novembro de 2019 junto com um videoclipe. O terceiro single do álbum, "Like a Bee to the Honey", foi lançado em 17 de janeiro de 2020.
Durante os eventos da pandemia do COVID-19, a banda realizou uma transmissão ao vivo especial chamada "Scream Stream" em 22 de maio de 2020 no Paha Kurki Rockhouse na cidade natal da banda, Rovaniemi, apresentando vários sucessos e raridades tocadas a pedido, além de responder perguntas dos fãs.
Foi anunciado em 25 de março de 2021 que Lordi se apresentaria no Eurovision Song Contest 2021, juntando-se a outros cinco vencedores anteriores em Rotterdam em 22 de maio de 2021, apresentando sua música vencedora do Eurovision "Hard Rock Hallelujah" para o intervalo Rock the Roof.
Em 6 de abril de 2021, foi anunciado que Lordi lançaria nada menos que sete álbuns de estúdio em outubro de 2021. No comunicado sobre os álbuns, a banda disse: "Os álbuns soarão diferentes um do outro, estão todos em estilos diferentes e eras fictícias na linha do tempo do Killection. Cinco dos sete álbuns já estão prontos, a propósito, e o número seis está a caminho."
Em 19 de agosto de 2021, a banda lançou seu single, "Believe Me", e ao mesmo tempo anunciou Lordiversity, um box set que consiste do décimo primeiro ao décimo sétimo álbuns de estúdio da banda: Skelectric Dinosaur, Superflytrap, The Masterbeast from the Moon , Abusement Park, Humanimals, Abracadaver e Spooky Sextravaganza Spectacular. O boxset foi lançado em 26 de novembro de 2021. O segundo single, "Abracadaver", foi lançado em 24 de setembro de 2021. O terceiro single, "Borderline", foi lançado em 22 de outubro de 2021, juntamente com um videoclipe. Em 24 de novembro de 2021, o quarto single "Merry Blah Blah Blah" foi lançado. O quinto single "Demon Supreme" foi lançado em 17 de dezembro de 2021. O sexto single "Day Off of the Devil" foi lançado em 7 de janeiro de 2022.

## Estilo musical
A música de Lordi é formada por elementos de hard rock e heavy metal. Os álbuns relacionados ao terror da banda, as fantasias de monstro usadas por todos os membros da banda e os elementos de terror de suas performances são marcas registradas do shock rock. A banda foi influenciada principalmente pelo Kiss, mas também por Alice Cooper e Twisted Sister.
Embora a banda seja muitas vezes percebida pela mídia como uma banda de heavy metal devido às suas fantasias monstruosas, seu estilo musical tem mais características do gênero hard rock. Ao longo dos anos, o estilo musical da banda tomou uma direção muito variada entre o hard rock e o metal, com o padrão parecendo que muda entre os dois a cada álbum lançado. Seu álbum de estreia, Get Heavy, representou uma grande parte do hard rock tradicional, mas com o lançamento de seu álbum The Monsterican Dream em 2004, a banda mudou consideravelmente para música mais pesada e efeitos de terror foram exibidos com destaque. No entanto, em seu álbum de 2006 The Arockalypse, Lordi voltou para o hard rock, evitando temas de terror e efeitos especiais. Seu álbum de estúdio de 2008, Deadache, incluiu elementos mais típicos de terror, inclinando-se mais uma vez para o lado mais pesado do espectro. Babez for Breakfast viu a banda mais uma vez voltar aos elementos tradicionais do hard rock, com uma exposição ainda maior aos anos 1980 do que os álbuns anteriores da banda. To Beast or Not to Beast se concentra completamente no heavy metal, e foi o álbum mais pesado da banda. Seu álbum de 2014, Scare Force One, contém elementos de heavy metal, mantendo o ritmo melódico do hard rock. O álbum de 2016 da banda, Monsterephonic, é um "álbum dividido" composto por duas partes. A primeira parte do álbum (Theaterror) contém hard rock, enquanto a segunda parte (Demonarchy) é conceitual e muito mais progressiva do que qualquer conteúdo anterior de Lordi.
Trajes e máscaras
Os membros do Lordi afirmaram que seus trajes foram inspirados no Kiss e no gênero de terror. O próprio Mr Lordi disse que sem o Kiss, Lordi provavelmente não existiria. As máscaras e fantasias de monstros que a banda usa são feitas de espuma de látex, com alguns outros materiais como lona, metal e couro. As máscaras e fantasias de Lordi são todas e sempre feitas pelo próprio Mr Lordi. Como maquiador e escultor profissional, Mr Lordi tem o conhecimento necessário para produzir essas coisas com facilidade. Os membros da banda fazem a maquiagem uns dos outros. A banda atualiza suas roupas e máscaras para cada novo álbum.
Os outros membros da banda levam cerca de uma hora para colocar suas máscaras e fantasias, embora Mr Lordi leve de duas a três horas para colocar as dele. Ele também disse que os materiais para ternos custam "algumas centenas de euros".
As fantasias de monstros são tão parte integrante da imagem publicitária de Lordi que eles se recusam a ser fotografados ou mesmo entrevistados sem elas, mesmo que em alguns casos isso leve ao seu próprio desconforto. Mr Lordi fez entrevistas sem suas máscaras, mas as entrevistas são sempre filmadas de costas para que seus rostos não fiquem visíveis. Anteriormente, durante as entrevistas, os membros do Lordi falavam apenas inglês para as câmeras, não o finlandês nativo. Em um breve segmento na BBC relatando sobre a banda participando do Eurovision Song Contest 2006, eles foram mostrados descansando ao lado de uma piscina em plena luz do sol, enquanto usavam suas fantasias de monstros.

## Shows no palco
Pirotecnia e elementos de terror são partes importantes do show de Lordi, projetado e principalmente criado por Mr Lordi. A pirotecnia de Lordi é inspirada no Kiss, enquanto os elementos de terror são em grande parte derivados de filmes de terror com alguma influência de Alice Cooper. Sua plataforma de palco também está equipada com atores monstros, zumbis, bonecas, truques e, às vezes, dançarinos de palco. Mr Lordi também é conhecido por usar um machado de duas cabeças.
Em 2009 a banda fez alguns novos efeitos especiais com grande ajuda do Weta Workshop da Nova Zelândia. A oficina também desenhou cenários para filmes como O Senhor dos Anéis, King Kong e 30 Dias de Noite.
Desmascarados pela mídia
Apesar da abordagem estrita da banda em relação aos seus figurinos, vários jornais publicaram fotos não licenciadas dos membros da banda sem maquiagem. Em 15 de março de 2006, o tablóide finlandês Ilta-Sanomat publicou uma fotografia de Lordi em trajes civis, com o rosto parcialmente à mostra.
Em 24 de maio de 2006, o tablóide finlandês 7 Päivää (Seven Days) publicou uma foto antiga do rosto de Mr Lordi na primeira página, e dois dias depois outro tablóide, Katso! ("Olhe!"), publicou fotos desmascaradas dos outros quatro membros da banda.[ Ambas as revistas foram fortemente criticadas por seus leitores por publicar essas fotos, o que levou a pedidos de desculpas rápidos de ambas as revistas e promessas de não publicar mais fotos de Lordi sem máscara. Em 26 de maio de 2006, imagens de vídeo foram exibidas na televisão na Lituânia. Apresentava quatro homens vestidos de preto, sentados à mesa no aeroporto de Atenas. Depois de alguns segundos, Heikki Paasonen (o comentarista finlandês do Eurovision) com uma camisa preta da Lordi veio e ficou na frente da câmera, cobrindo a visão.

## Homenagens
A Lordi's Square, no centro de Rovaniemi, na Finlândia, cidade natal do vocalista Mr Lordi, foi renomeada logo após a vitória da banda no Eurovision Song Contest. Era parte de uma remodelação do centro da cidade de Rovaniemi.
Após a vitória no Eurovision, todos os membros do line-up da época receberam homenagens de suas cidades natais.
Itella, o serviço postal finlandês, emitiu um selo postal Lordi em maio de 2007 em reconhecimento à sua vitória no Eurovision. Itella já havia lançado o single de Natal de Lordi, "It Snows in Hell" em uma edição especial de cartão de Natal.[64]
Uma marca de refrigerante, "Lordi Cola", recebeu o nome deles e foi lançada em setembro de 2006, apresentando rótulos desenhados por Lordi, vários representando membros individuais e um apresentando toda a banda.
A versão 2.6.17-rc5 do kernel Linux recebeu o nome de Lordi.